# Old Rhinebeck Aerodrome
O Old Rhinebeck Aerodrome (ORA) é um "museu vivo" em Rhinebeck, Nova York. Ele possui muitos exemplares de aeronaves da era dos Pioneiros em condições de voo, da Primeira Guerra Mundial e da Idade de Ouro da Aviação entre as Guerras Mundiais, e vários exemplares de automóveis antigos em condições de rodagem.

## Histórico

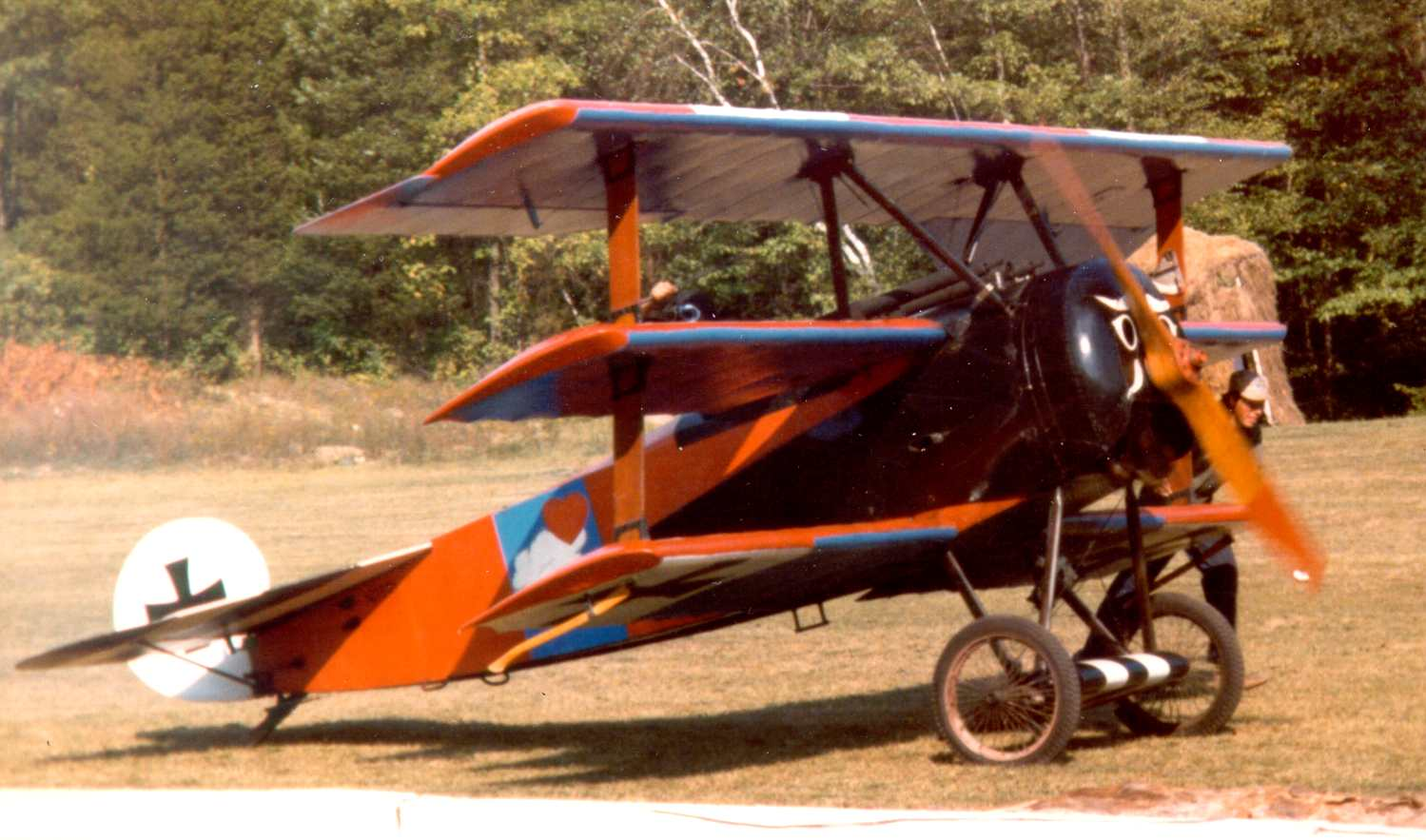
A reprodução do Dr.I de motor rotativo matrícula N3221 de Cole Palen.

O aeródromo foi criação de Cole Palen, que foi parcialmente inspirado na "Shuttleworth Collection" da Inglaterra. Ele voou regularmente muitas das aeronaves durante os shows aéreos de fim de semana como seu alter ego, "The Black Baron of Rhinebeck" (vagamente baseado no Barão Vermelho). 
Esses shows aéreos continuam ocorrendo de meados de junho a meados de outubro, e passeios de biplano estão disponíveis antes e depois dos shows. Os primeiros shows simples levaram a uma filosofia de não apenas mostrar a aeronave em seu ambiente natural, mas também fornecer um dia divertido para toda a família. A partir disso, a série de voos de fim de semana mostra que o Old Rhinebeck Aerodrome apresentado - ainda em funcionamento - se tornaria famoso pelo que foi desenvolvido. Isso incluiu um melodrama maluco, inspirado nas histórias de melodramas de filmes mudos do passado, apresentando personagens criados por Palen, como o ousado "Sir Percy Goodfellow" lutando contra o malvado "Barão Negro de Rhinebeck" pela mão da adorável "Trudy Truelove". 
Vários eventos associados de clube de automóveis antigos/vintage e eventos de "tipo específico" para aeronaves vintage, ocorrem por meio da programação de eventos do Aeródromo, que também incluiu eventos de baixa pressão "fly-in" de aeronaves em escala de controle de rádio, para voar modelos em escala de aeronaves da era 1903-1939 que a coleção de aeronaves em tamanho real do museu cobre. Esses eventos estão ocorrendo desde o ano de abertura do Aeródromo em 1966, com pelo menos um evento de aeromodelagem a cada ano ocorrendo durante o fim de semana do início de setembro após o feriado do Dia do Trabalho dos Estados Unidos, em cooperação com um modelo RC fretado pela AMA local clube, com participantes regularmente vindos de lugares tão distantes como Canadá e Flórida.
A loja de presentes e a coleção de modelos do museu foram destruídas em um incêndio em 20 de agosto de 2015.

## Aeronaves

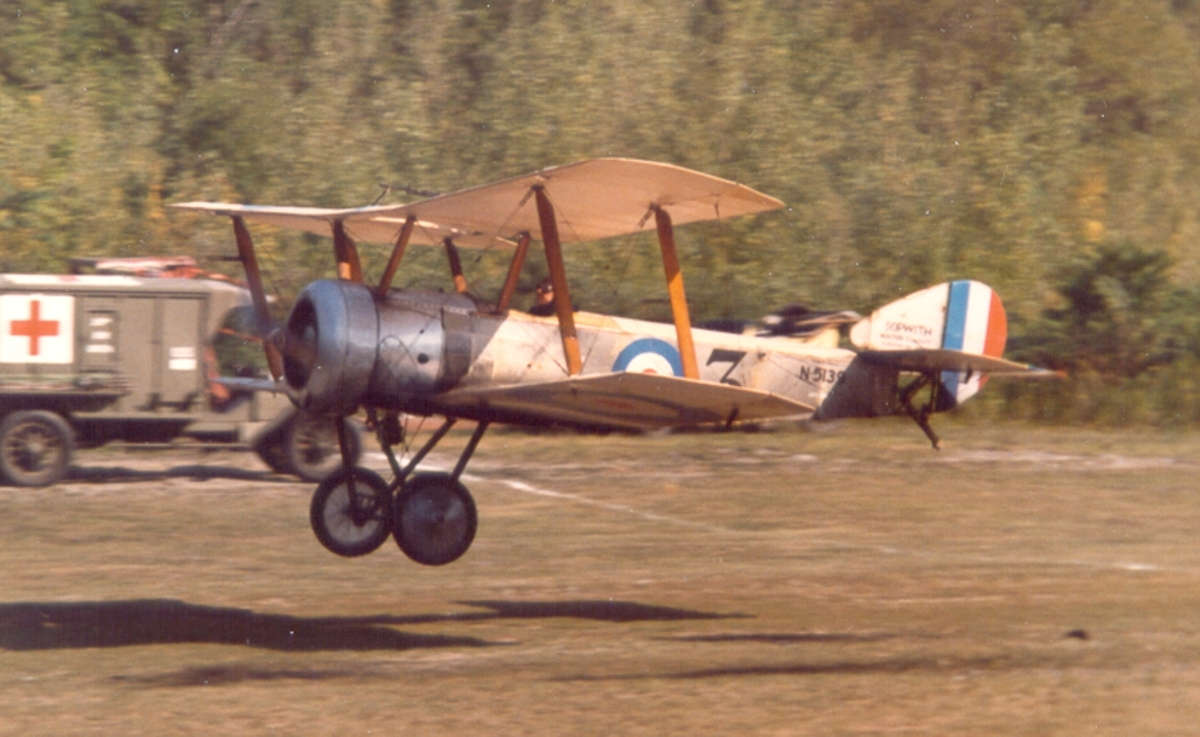
Reprodução de um Sopwith Pup de Richard King, atualmente no Owls Head Museum no Maine.

O Aeródromo Old Rhinebeck possui várias aeronaves, desde reconstruções da era Wright a biplanos e monoplanos da década de 1930. Entre as primeiras adições de Palen ao museu em meados da década de 1960 estava uma reprodução do Fokker Triplane, movida por um motor rotativo vintage Le Rhône 9J 110 hp. Foi construído por Cole Palen para voar em seus shows aéreos de fim de semana já em 1967 e voou ativamente (principalmente por Cole Palen) durante os shows aéreos de fim de semana em Old Rhinebeck até o final dos anos 1980. Esta aeronave e um par de reproduções do Dr.I, cada uma movida por motores radiais, foram pilotados por quase duas décadas por Palen. A primeira reprodução com motor rotativo de Cole e a segunda das reproduções radiais estacionárias estão agora em exibição estática. Um deles está emprestado ao New England Air Museum com o motor Le Rhône.

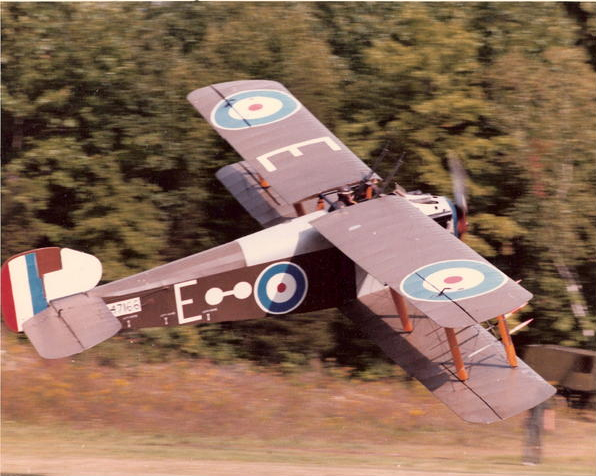
O "Dolphin" do ORA em um de seus shows de fim de semana, meados da década de 1980.

O oponente Aliado para o Triplano de Palen nos primeiros anos era fornecido principalmente por um Sopwith Pup. Foi iniciado em maio de 1964 e voado pela primeira vez três anos depois (maio de 1967) por seu amigo, Richard King, considerado o cofundador do Old Rhinebeck Aerodrome com Palen, que voou sua autêntica reprodução do Pup Le Rhône 9C de 80 hp em Os shows aéreos de fim de semana do Old Rhinebeck por muitos anos, finalmente aposentando a aeronave na década de 1980 dos voos ativos em Old Rhinebeck. King eventualmente vendeu a aeronave em 1992 para o Owls Head Transportation Museum no Maine, onde ainda é ocasionalmente usada em suas próprias demonstrações de voo.
Em 1971 foi produzida uma réplica do 1910 Short S.29 usando um motor ENV V-8 de 60 hp. Uma reprodução exata do "Sopwith Dolphin" foi construída por Palen, a primeira reprodução do "Dolphin" em condições de aeronavegabilidade já conhecida a ter sido tentada. Alimentado por um antigo motor Hispano-Suiza V-8 de direção direta, esta aeronave voou regularmente em shows aéreos de fim de semana por Palen de 1980 em diante. Em setembro de 1990, o motor da aeronave sofreu uma falha na bomba de combustível, resultando em um pouso forçado nas árvores ao redor da pista de pouso do museu Old Rhinebeck, com poucos danos à fuselagem da reprodução do Dolphin e sem ferimentos no piloto. A aeronave nunca atingiu o solo diretamente no acidente e, em grande parte, permaneceu suspensa na copa das árvores após o acidente. O Dolphin foi colocado em exibição estática até novembro de 2007, quando o Old Rhinebeck Aerodrome começou a restaurá-lo à condição de vôo. Quando concluída, a aeronave será mais uma vez pintada com as marcações do No. 19 Esquadrão.
Outra aeronave alemã da coleção é uma reprodução do Albatros D.Va, que em 2015 foi finalizada nas cores de Eduard Ritter von Schleich. Ele é movido por um motor Fairchild Ranger "vertical" de seis cilindros modificado, instalado depois que o virabrequim do motor Mercedes D.II original com refrigeração a água quebrou.
A coleção também inclui um Bleriot XI 1909 restaurado (incluindo um motor radial Anzani original de três cilindros) que se acredita ser a segunda aeronave aeronavegável mais antiga do mundo
Em 2016, uma reprodução extremamente precisa do Spirit of St. Louis foi adicionada à coleção após um processo de construção de 20 anos e o primeiro voo de teste em dezembro de 2015.
O Old Rhinebeck Aerodrome teve duas reproduções do Fokker D.VIII em condições de voo, cada uma com um motor giratório Gnome 9N Monosoupape restaurado, ambas construídas por Brian Coughlin do estado de Nova York - já foram vendidas a Javier Arango na Califórnia para sua coleção particular de reprodução de aeronaves da Primeira Guerra Mundial, e para o museu da aviação de Kermit Weeks, Fantasy of Flight, na Flórida. Um dos Coughlin DVIII Fokkers voltou ao aeródromo em 2016.

## Acidente fatal
Em 17 de agosto de 2008, por volta das 16h00 durante a performance de um "dogfight" simulado no aeródromo, Vincent Nasta de Wading River, Nova York morreu de ferimentos sofridos quando seu avião caiu em uma área densamente arborizada a 300 metros da pista e da área de atuação. A aeronave em uso fazia parte da coleção da Primeira Guerra Mundial do aeródromo e foi relatada como uma reprodução do Nieuport 24 francês, obtida de uma instalação da Nova Zelândia. Foi a primeira fatalidade durante um show aéreo na instalação.